# 1929-es spanyol labdarúgó-bajnokság (másodosztály)
A Segunda División 1929-es szezonja volt a bajnokság első kiírása. A bajnokságot 10 csapat alkotta, a győztes a Sevilla FC lett, amelynek osztályozót kellett játszania az ez évi első osztályú bajnokság utolsó helyezettjével, a Racing de Santanderrel. Ezt végül a Racing nyerte, így az első osztály mezőnye maradt változatlan. Az utolsó két helyezett, a Celta Vigo és a Racing de Madrid kiesett a harmadosztályba.

## Végeredmény
| Jelmagyarázat: |
| Rájátszás      |
| Kiesett        |

| #  | Klub                      | M  | P  | Gy | D | V  | RG | KG | GK  |
| -- | ------------------------- | -- | -- | -- | - | -- | -- | -- | --- |
| 1  | Sevilla FC                | 18 | 22 | 8  | 6 | 4  | 35 | 24 | +11 |
| 2  | Iberia SC                 | 18 | 22 | 9  | 4 | 5  | 33 | 27 | +6  |
| 3  | Deportivo Alavés          | 18 | 21 | 8  | 5 | 5  | 28 | 20 | +8  |
| 4  | R. Sporting de Gijón      | 18 | 19 | 7  | 5 | 6  | 41 | 35 | +6  |
| 5  | Valencia FC               | 18 | 19 | 8  | 3 | 7  | 33 | 31 | +2  |
| 6  | Real Betis Balompié       | 18 | 18 | 7  | 4 | 7  | 35 | 36 | -1  |
| 7  | Real Oviedo FC            | 18 | 17 | 7  | 3 | 8  | 43 | 39 | +4  |
| 8  | RC Deportivo de La Coruña | 18 | 16 | 6  | 4 | 8  | 27 | 37 | -10 |
| 9  | RC Celta de Vigo          | 18 | 13 | 4  | 5 | 9  | 29 | 38 | -9  |
| 10 | Racing de Madrid          | 18 | 13 | 6  | 1 | 11 | 31 | 48 | -17 |

## Osztályozó
| 1. csapat  | Össz. | 2. csapat           | 1. mérk. | 2. mérk. |
| ---------- | ----- | ------------------- | -------- | -------- |
| Sevilla FC | 2–3   | Racing de Santander | 2–1      | 0–2      |